# Christian Kracht
Christian Kracht (Saanen, 29 de Dezembro de 1966) é um escritor e jornalista de nacionalidade suíça.

## Vida
Christian Kracht, considerado um dos mais significativos representantes da literatura pop de expressão alemã contemporânea, frequentou diversos internatos de elite, entre os quais a escola Schloss Salem e a Lakefield College School, em Ontário, no Canadá. Concluiu os estudos no Sarah Lawrence College em 1989. Na Alemanha, Kracht trabalhou como jornalista para diversos jornais e revistas, incluindo a revista Der Spiegel. Na verdade, em meados da década de 1990, desempenhou as funções de correspondente do Spiegel na Índia, em Nova Delhi. Viveu, posteriormente, durante vários anos, em Bangkok, designadamente no edifício da antiga embaixada da ExIugoslávia e, nesse período, visitou diversos países asiáticos. Muitos dos seus relatos de viagens foram publicados em Der gelbe Bleistift (O Lápis Amarelo), no ano de 2000.
Desde o outono de 2004 até junho de 2006 editou, em conjunto com Eckhart Nickel, a revista Der Freund. Viveu, inicialmente, em Catmandu, Nepal, onde trabalhou como editor da revista; a instabilidade política levou-o, no entanto, a abandonar o país, quando não se encontravam reunidas as condições necessárias à prossecução do trabalho. A revista foi concluída em São Francisco, após a publicação de oito números, tal como havia sido estipulado inicialmente.
Um dos aspectos frequentemente mencionados a propósito da sua biografia prende-se com o facto de já o seu pai, Christian Kracht Senior, se encontrar ligado ao universo dos meios de comunicação social, tendo sido uma das principais figuras dentro da editora Axel Springer nos anos 60.
Christian Kracht, que não se encara como um suíço, mas sim como um cidadão cosmopolita, o que se pode verificar pelo seu percurso itinerante. Constitui, indubitavelmente, uma das figuras mais controversas da literatura de expressão alemã contemporânea.
Nas suas poucas entrevistas apresenta-se como um dandy ou como uma figura distanciada e irónica; raramente as suas intervenções são de significado plenamente óbvio. Uma das suas aparições públicas mais conhecidas foi no Harald-Schmidt-Show, em 2001. A sua postura durante a conversa com o apresentador é ilustrativa da atitude de encenação que marca a sua imagem. A sua presença mediática remonta já a uma campanha publicitária para a famosa marca de roupa Peek & Cloppenburg, na qual participou com o escritor Benjamin von Stuckrad-Barre.
Em 1993, foi agraciado com o Prémio Axel Springer.

## Produção Literária
O primeiro romance de Kracht, intitulado Faserland, e dado à estampa em 1995, foi visto como uma obra de valor representativo no âmbito da literatura pop dos anos 90 no espaço literário de expressão alemã, embora o próprio autor sempre se tenha distanciado de tal classificação. De facto, numa entrevista dada em conjunto com Benjamin von Stuckrad-Barre, refere não ter a mínima ideia de que se trata isso – a literatura pop.  O romance narra a viagem de um jovem adulto desde Sylt, no Mar do Norte, até ao Lago de Zurique, na Suíça. Passando por diversas cidades, nomeadamente, Hamburgo, Frankfurt, Heidelberg e Meersburg, junto ao Lago de Constança, o protagonista, cujo nome desconhecemos, entrega-se a uma vivência de excessos que acompanham a sua busca de um espaço.
Em setembro de 2001, o autor publicou o seu segundo romance, com o título 1979, que foi encarado por muitos como uma espécie de ruptura com a fase da literatura pop, e que representa a fragilidade de um decadente sistema de valores ocidental e a incapacidade de reacção contra os modelos totalitários orientais. A primeira parte do romance tem lugar no Irão, nas vésperas da revolução islâmica, ao passo que a segunda parte tem como pano de fundo o espaço tibetano, no qual o narrador acaba por ser aprisionado, pelas autoridades chinesas, num espaço configurado como um campo de concentração. O facto de o referido romance ter sido publicado no mesmo ano dos ataques de 11 de Setembro terá sido um dos motivos para a atenção que lhe foi dedicada.
1979 não é a única obra de Christian Kracht que nos confronta com outros espaços fora da Europa. Ferien für immer. Die angenehmsten Orte der Welt (Férias para Sempre. Os Lugares Mais Agradáveis do Mundo), publicado em 1998, em conjunto com Eckhart Nickel, apresenta uma recolha dos “locais mais agradáveis do mundo”. O autor terá igualmente passado por Portugal, dado que a lista de pontos de interesse incluem o Bar Quebra-Costas, em Coimbra, a Pensão Alegre, no Luso, a Residencial Real na Praia das Maçãs e ainda o bar Frágil, em Lisboa. O percurso do autor inclui igualmente São Tomé e Príncipe.
Em 1999, foi um dos participantes no evento que teve lugar no Hotel Adlon, junto às Portas de Brandeburgo, em Berlim, juntamente com Joachim Bessing, Benjamin von Stuckrad-Barre, Eckhart Nickel e Alexander von Schönburg. Durante três dias os cinco autores discutiram o perfil da sua geração, revestindo as suas considerações de um sentimento de estarem a viver um período de contornos epigonais. As intervenções dos cinco participantes foram compiladas e posteriormente publicadas, por Joachim Bessing, com o título Tristesse Royale. Das popkulturelle Quintett. No mesmo ano, é ainda publicado Mesopotamia. Ein Avant-Pop-Reader, onde se encontram coligidos textos curtos de diversos autores.
Em 2000, Kracht reúne, numa colectânea intitulada Der gelbe Bleistift, crónicas/relatos de viagem, que têm como pano de fundo diversos países do continente asiático, e que haviam sido publicados no periódico Welt am Sonntag.
Já em 2006, publica New Wave. Ein Kompendium, um conjunto de textos produzidos entre 1999 e 2006. Na parte final do livro, há um reaproveitamento do tema do romance de estreia, Faserland, desta vez apresentado sob a forma de um filme de ficção científica e transposto para um cenário distinto.
No mesmo ano, é dado à estampa Die totale Erinnerung. Kim Jong Ils Nordkorea (A Lembrança Total. A Coreia do Norte de Kim Jong-Il), uma publicação composta por textos de Christian Kracht e imagens de Eva Munz e Lukas Nikol, à qual foram apontadas críticas diversas, especialmente devido ao facto de a obra fazer um retrato daquele país como uma grande produção teatral, ignorando o sofrimento que nele se vive.
Em fevereiro de 2007, na sequência de uma subida ao Monte Kilimanjaro juntamente com Ingo Niermann, publica o Metan (Metano), debruçando-se, num estilo deveras enigmático, sobre os poderes do referido gás.
Em setembro de 2008, foi publicado “Eu estarei aqui na luz do sol e na sombra”, o terceiro romance de Christian Kracht. Este romance pertence ao gênero de histórias de realidade alternativa e trata de uma "República Suiça Soviética (RSS)”, que se encontra em guerra constante, entre outros, com a maior parte do resto da Europa. É uma distopia, uma história do fim de toda a civilização.
Em fevereiro de 2012, apareceu o quarto romance de Kracht, “Imperium”. “Imperium” reconta a história de August Engelhardt de Nuremberg. Engelhardt viajara para a ex-colônia alemã da Nova Guiné, no início do século XX para lá comprar uma plantação de coco e explorá-la. O seu objetivo era, como vegetariando confesso, alimentar-se exclusivamente de coco. Com base nesta figura historicamente comprovada, Kracht conta uma mistura de balada do Sul, saudade fantástica e histórias sobre desistências nos seus países de origem. August Engelhardt via-se como salvador do mundo, queria estabelecer uma nova religião, fundar um reino e salvar o mundo inteiro com uma filosofia de coco bruto. “Imperium” narra de partidas, de esperanças,  de desilusões, e do fracasso grandioso. O leitor é sugado para dentro de uma espiral de loucura, que antecipa as convulsões do século XX. O herói, no final, vai-se abaixo. De vegetariano torna-se canibal, de salvador do mundo torna-se anti-semita e de asceta saudável torna-se numa sombra do que tinha sido.
As suas obras encontram-se traduzidas em trinta e uma línguas; no entanto, não existe, até à data, qualquer tradução para o português.

## Publicações
- Faserland (romance), 1995
- Ferien für immer. Die angenehmsten Orte der Welt (em co-autoria com Eckhart Nickel), 1998
- Mesopotamia. Ein Avant-Pop-Reader (organizador da antologia), 1999
- Tristesse Royale. Das popkulturelle Quintett (em conjunto com Joachim Bessing - editor -, Eckhart Nickel, Alexander von Schönburg and Benjamin von Stuckrad-Barre), 1999
- Der gelbe Bleistift (literatura de viagens), 2000
- 1979 (novel), 2001
- Die totale Erinnerung. Kim Jong Ils Nordkorea (livro ilustrado - em conjunto com Eva Munz and Lukas Nikol), 2006.
- New Wave. Ein Kompendium 1999-2006, 2006
- Metan (em co-autoria com Ingo Niermann), 2007
- Ich werde hier sein im Sonnenschein und im Schatten (romance), 2008
- Gebrauchsanweisung für Kathmandu und Nepal (literatura de viagens, em co-autoria com Eckhart Nickel), 2009
- Imperium (romance), 2012
- Die Toten (romance), 2016